# Rue Georges-Leygues
La rue Georges-Leygues est une voie du 16e arrondissement de Paris, en France.

## Situation et accès
La rue Georges-Leygues est une voie publique située dans le 16e arrondissement de Paris. Elle débute au 31, rue Octave-Feuillet et se termine au 22, rue de Franqueville.
Le quartier est desservi par la ligne C du RER, à la gare de l'avenue Henri-Martin et par la ligne 9 aux stations Rue de la Pompe et La Muette.

## Origine du nom

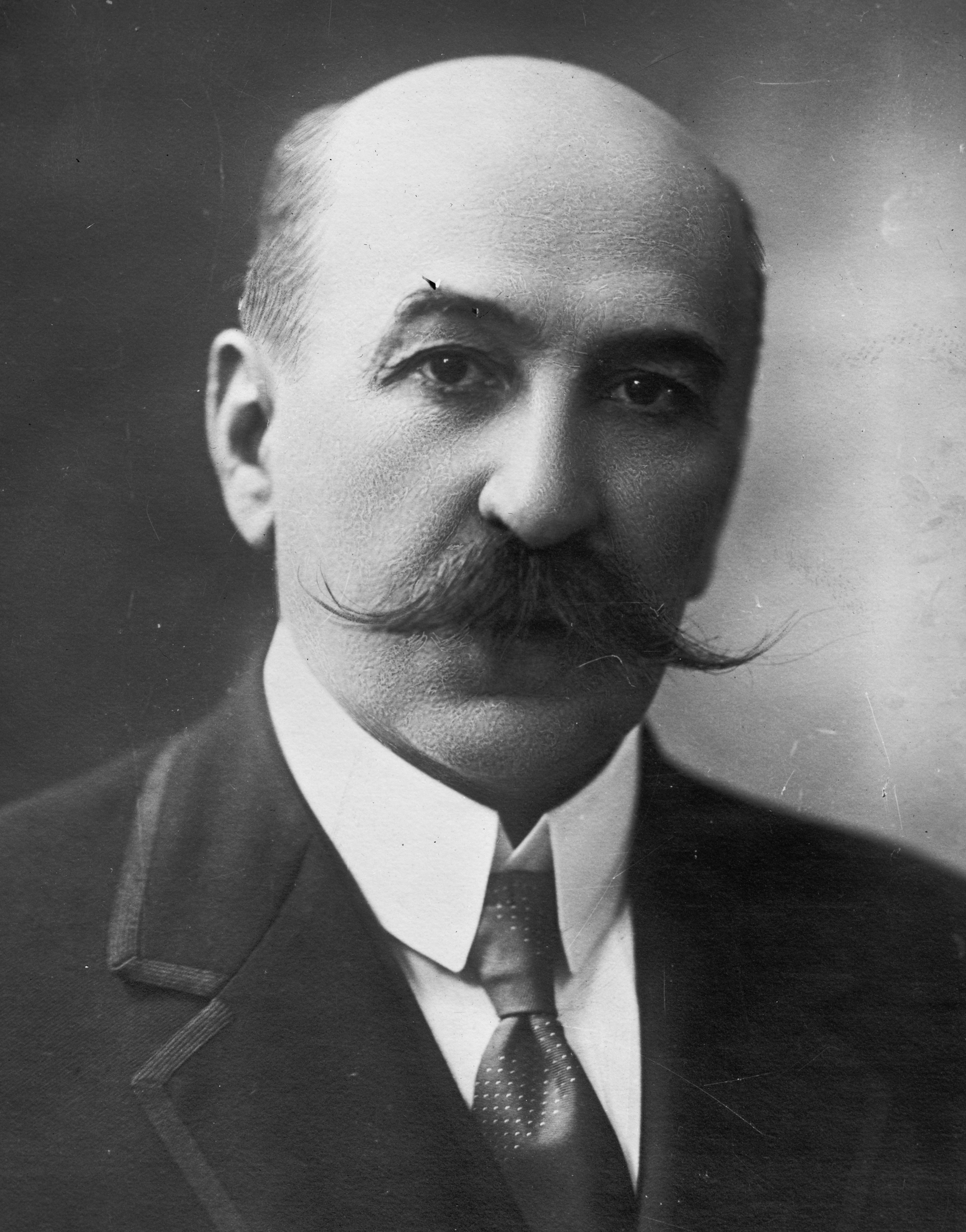
Georges Leygues.

Elle porte le nom de l'homme politique français et ancien ministre Georges Leygues (1857-1933).

## Historique
Cette voie est ouverte en 1904 sur les terrains détachés du parc de la Muette sous le nom de « rue Henry-Litolff », du nom du pianiste et compositeur Henry Litolff ; elle prend sa dénomination actuelle par un arrêté du 10 avril 1956.

## Bâtiments remarquables et lieux de mémoire

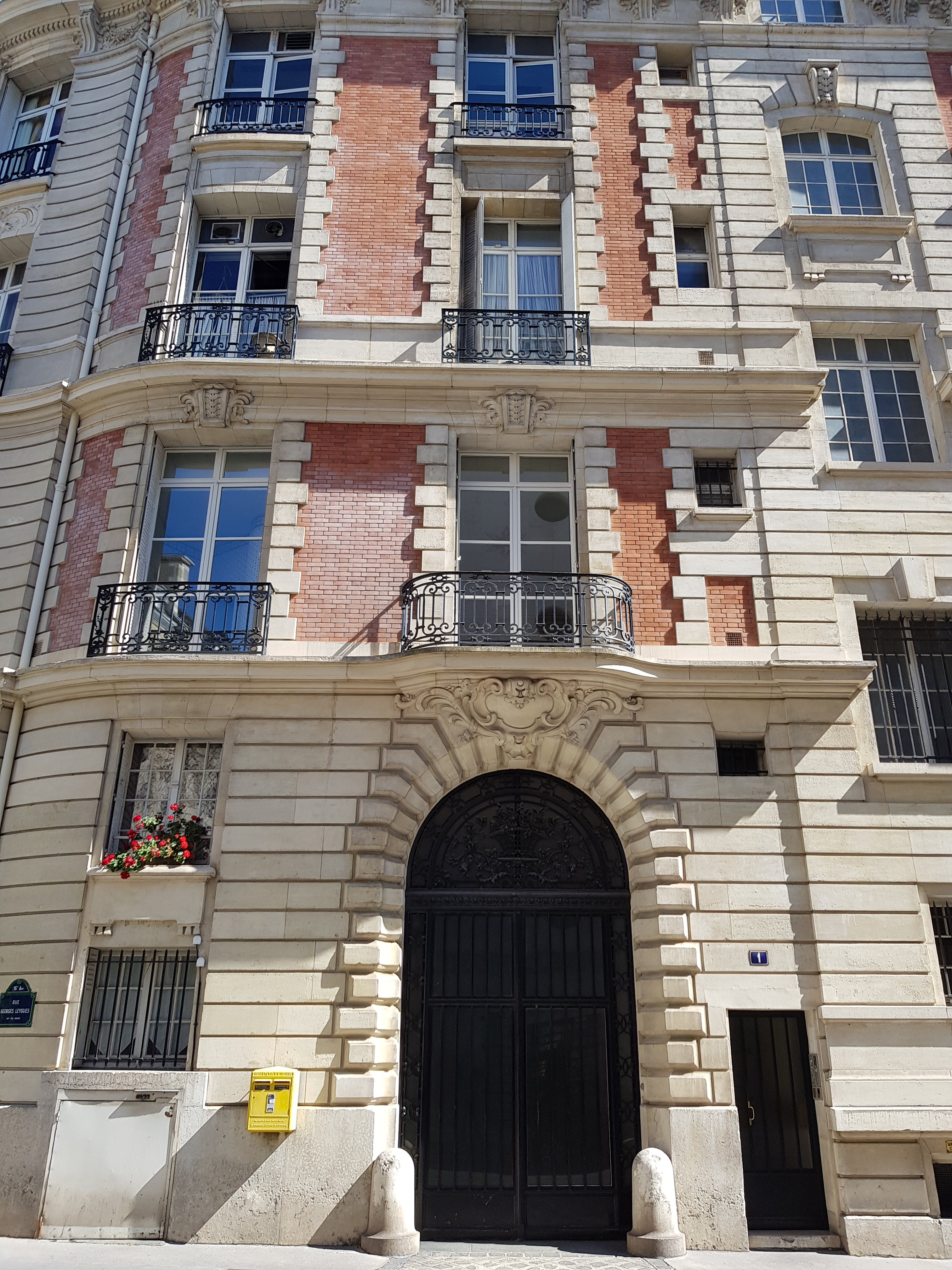
No 1 : entrée.

- Cette rue, très courte, a la particularité de ne compter que trois numéros : le no 1, le no 2 et le no 4.
- No 1 : immeuble de style néo-Louis XIII occupant l'angle formé avec la rue Octave-Feuillet, construit par les architectes Maurice Chatenay[3] et Rouyrre[4] en 1905[5].
- Nos 2 et 4 : immeuble-îlot de 1931, de style Art déco, entre l'avenue Henri-Martin et les rues Octave-Feuillet, de Franqueville et Georges-Leygues ; architecte : Michel Roux-Spitz[6] ; entre 1931 et 1941, l'artiste peintre Louis Bouquet (1885-1952) réalise la décoration de l'hôtel Michel Roux-Spitz (1888-1957), architecte.